# Ctesias maculifasciata
Ctesias maculifasciata is een keversoort uit de familie spektorren (Dermestidae). De wetenschappelijke naam van de soort werd in 1899 gepubliceerd door Edmund Reitter.